# Julio Bascuñán
Julio Alberto González Bascuñáni (ur. 11 czerwca 1978 w Santiago) – chilijski sędzia piłkarski. Od 2011 roku sędzia międzynarodowy.
Bascuñán znalazł się na liście 35 sędziów Mistrzostw Świata 2018.